# Edivalter Andrade
Dom Edivalter Andrade (Barra de São Francisco, 17 de abril de 1962) é um bispo católico brasileiro. Foi bispo da Diocese de Floriano e atualmente é bispo da Diocese de Parnaíba, ambas no estado do Piauí.

## Biografia
É filho de José Justino e Iva de Paula, em uma família com mais 10 irmãos, todos nascidos em Barra de São Francisco. Bem cedo, Edivalter deixou sua família, seus amigos e abriu mão de assumir o concurso do Banco do Brasil para ingressar no seminário. Depois de anos de formação foi ordenado presbítero para a Diocese de São Mateus no dia 8 de outubro de 1989, na paróquia de São Francisco de Assis, pelas mãos de Dom Aldo Gerna.

## Formação
Formou-se em Filosofia e Teologia no Instituto de Filosofia e Teologia da Arquidiocese de Vitória (IFTAV) e em Serviço Social pela Universidade Federal do Espírito Santo.

## Presbiterado
Foi vigário e pároco na paróquia de São Mateus, reitor do Seminário Maior, administrador paroquial em Jaguaré e vila Valério, coordenador diocesano de pastoral, ecônomo diocesano, diretor da rádio Kairós, além de representar os presbíteros no conselho presbiteral e no colégio de consultores, Em março de 2016, foi nomeado vigário geral da diocese de São Mateus pelo bispo diocesano, Dom Paulo Bosi Dal’Bó. 

## Episcopado
O padre Edivalter Andrade foi nomeado pelo Papa Francisco como bispo da diocese de Floriano, no Piauí. O anúncio foi feito na manhã do dia 29 de março de 2017, pela Nunciatura Apostólica no Brasil. No momento de sua nomeação, o padre Edivalter exercia a função de vigário-geral da diocese de São Mateus e tinha 54 anos de idade.
Tomou posse da diocese em solenidade realizada na praça da Catedral de São Pedro de Alcântara, no dia 24 de junho de 2017, com a presença de centenas de católicos de Floriano e região.
Em 8 de novembro de 2023, foi nomeado bispo de Parnaíba.